# Нарелик, Татьяна Николаевна
Татья́на Никола́евна Наре́лик (10 января 1983, Гомель) — белорусская гребчиха, выступала за сборную Белоруссии по академической гребле в 2000-х годах. Бронзовая призёрша чемпионата мира, обладательница бронзовых медалей с этапов Кубка мира, многократная чемпионка молодёжных и республиканских регат, участница летних Олимпийских игр в Афинах. На соревнованиях представляла Гомельскую область, мастер спорта международного класса.

## Биография
Татьяна Нарелик родилась 10 января 1983 года в Гомеле, Белорусская ССР. Активно заниматься академической греблей начала в раннем детстве, проходила подготовку в местной специализированной детско-юношеской школе олимпийского резерва, в школе высшего спортивного мастерства и в гомельском государственном училище олимпийского резерва, тренировалась под руководством тренера Валерия Дюбченко.
Первого серьёзного успеха добилась в 2001 году, когда попала в юниорскую сборную Белоруссии и побывала на юниорском чемпионате мира в немецком Дуйсбурге, где выиграла золотую и серебряную медали в распашных безрульных четвёрках и в распашных восьмёрках с рулевой соответственно. Тогда же дебютировала на взрослом международном уровне, выступила на чемпионате мира в швейцарском Люцерне, заняв там шестое место в распашных безрульных четвёрках. Год спустя с распашной восьмёркой поучаствовала во всех трёх этапах Кубка мира (в том числе на этапе в Бельгии взяла бронзу) и заняла пятое место на мировом первенстве в испанской Севилье. В сезоне 2003 года финишировала шестой на чемпионате мира в Милане.
Благодаря череде удачных выступлений Нарелик удостоилась права защищать честь страны на летних Олимпийских играх 2004 года в Афинах — вместе с напарницами Ольгой Березнёвой, Марией Брель и Марией Вороной добралась до утешительного финала «Б» и расположилась в итоговом протоколе на седьмой строке.
После Олимпиады осталась в основном составе белорусской национальной сборной и продолжила принимать участие в крупнейших международных регатах. Так, в 2005 году в распашных безрульных четвёрках выиграла бронзовую медаль на чемпионате мира в японском городе Кайдзу, год спустя на аналогичных соревнованиях в английском Итоне боролась за медали в безрульных двойках, однако на сей раз стала только десятой. В 2007 году пересела из распашных лодок в парные, помимо кубковых этапов съездила на чемпионат мира в Мюнхен, став в парных двойках тринадцатой. Пыталась пройти отбор на Олимпийские игры 2008 года в Пекин, тем не менее, в кубковых заездах выступила не очень удачно и не получила олимпийскую лицензию. Вскоре приняла решение завершить карьеру профессиональной спортсменки, уступив место в сборной молодым белорусским гребчихам.
Имеет высшее образование, в 2008 году окончила Белорусский государственный университет физической культуры, где обучалась на спортивно-педагогическом факультете массовых видов спорта. За выдающиеся спортивные достижения удостоена почётного звания «Местер спорта Республики Беларусь международного класса».